# Flegmatisant
Un flegmatisant, ou stabilisant d'explosif, (phlegmatizer en anglais) est une substance qui, ajoutée à un explosif, tend à le stabiliser ou à le désensibiliser. Le flegmatisant diminue la sensibilité aux chocs et aux frictions accidentels de l'explosif. Le mélange obtenu, rendu moins sensible à la détonation, est plus sûr. Parfois, la stabilisation est souhaitable pour permettre la manipulation ou réduire le taux de combustion. Normalement, seuls des explosifs pouvant être moulés sont stabilisés.
Certains composés explosifs ne peuvent exister que dans des états qui limitent leur application.
Des précautions doivent toujours être observées lors du transport, du stockage et de la manipulation du produit flegmatisé.

## Exemples
- La cire, le papier, l'eau et la paraffine sont des flegmatisants. Ceux-ci sont presque toujours inflammables eux-mêmes, ou du moins ont un point d'ébullition assez bas.

- La nitroglycérine est normalement un liquide huileux. Stabilisée, elle est utilisée sous forme solide, généralement sous forme de dynamite ; elle peut ainsi être manipulée plus sûrement car beaucoup moins sensible aux chocs que la nitroglycérine liquide.

- Certains grades de peroxydes organiques sont livrés dans le commerce plus ou moins dilués avec un plastifiant flegmatisant (liquide visqueux à haut point d'ébullition, tel le phosphate de tricrésyle), de l'eau ou certaines charges telles des phosphates inorganiques.